# Радваницька сільська рада
52°1′45″ пн. ш. 23°58′59″ сх. д. / 52.02917° пн. ш. 23.98306° сх. д.
Радва́ницька сільська́ ра́да (біл. Радва́ніцкі сельсавет) — адміністративно-територіальна одиниця у складі Берестейського району, Берестейської області Білорусі. Адміністративний центр сільської ради — село Великі Радваничі.

## Розташування
Радваницька сільська рада розташована на крайньому південному заході Білорусі, на заході Берестейської області, на схід — південний схід від обласного та районного центру Берестя. На заході вона межує із Мухавецькою сільською радою, на півночі — із Жабинківським районом, на сході та півдні — із Малоритським районом.
Найбільша річка, яка протікає територією сільради із південного сходу на північний захід — Рита (62 км) ліва притока Мухавця — (басейн Західного Бугу→Вісли). Великих озер на території сільради немає.

## Склад
До складу Радваницької сільської ради входить 4 населених пункти.
| Населений пункт  | Тип  | Населення, осіб (2009) | Координати                                                           |
| ---------------- | ---- | ---------------------- | -------------------------------------------------------------------- |
| Великі Радваничі | село | 436                    | 52°1′51″ пн. ш. 24°0′37″ сх. д. / 52.03083° пн. ш. 24.01028° сх. д.  |
| Малі Радваничі   | село | 541                    | 52°2′1″ пн. ш. 23°59′19″ сх. д. / 52.03361° пн. ш. 23.98861° сх. д.  |
| Михалин          | село | 17                     | 51°59′55″ пн. ш. 23°57′2″ сх. д. / 51.99861° пн. ш. 23.95056° сх. д. |
| Франопіль        | село | 77                     | 52°3′53″ пн. ш. 23°59′46″ сх. д. / 52.06472° пн. ш. 23.99611° сх. д. |

## Населення
За переписом населення Білорусі 2009 року чисельність населення сільської ради становила 1071 особа.

### Національність
Розподіл населення за рідною національністю за даними перепису 2009 року:
| Національність            | Осіб | Відсоток |
| ------------------------- | ---- | -------- |
| білоруси                  | 854  | 79,74 %  |
| українці                  | 100  | 9,34 %   |
| росіяни                   | 78   | 7,28 %   |
| вірмени                   | 19   | 1,77 %   |
| національність не вказана | 7    | 0,65 %   |
| поляки                    | 4    | 0,37 %   |
| німці                     | 4    | 0,37 %   |
| грузини                   | 4    | 0,37 %   |
| комі                      | 1    | 0,09 %   |
| Разом                     | 1071 | 100 %    |